# Chiropodomys major
Chiropodomys major är en däggdjursart som beskrevs av Thomas 1893. Chiropodomys major ingår i släktet Chiropodomys och familjen råttdjur. IUCN kategoriserar arten globalt som otillräckligt studerad. Inga underarter finns listade i Catalogue of Life.
Denna gnagare förekommer på Borneo. Individer hittades i bergstrakter mellan 900 och 1500 meter över havet. Regionen är täckt av städsegrön skog.
Vuxna exemplar är 9,4 till 11,4 cm långa (huvud och bål), har en 10,9 till 14,4 cm lång svans och väger 32 till 43 g. Bakfötterna är 2,1 till 2,8 cm långa och öronen är 1,3 till 2,7 cm stora. Huvudet kännetecknas av stora ögon, ganska långa öron som är täckta av tunn päls och smala morrhår. Stortån bär en nagel och de andra tårna är utrustade med klor. Liksom andra släktmedlemmar har Chiropodomys major en tofs vid svansens spets. Ovansidans päls är gråbrun, ibland med inslag av rött, och den blir fram till sidorna mer grå. Djuret har oftast en krämfärgad till vit undersida och hos några exemplar är undersidan ljusbrun. Det finns en tydlig gräns mellan den mörka ovansidan och den ljusa undersidan. Arten har vita eller ljusgråa kinder. Vid ljumsken har honan fyra spenar.
Chiropodomys major är främst nattaktiv och den klättrar i träd. Honornas revir är 200 till 2600 m² stort och hanar har ett 1600 till 4600 m² stort territorium. Reviren överlappar varandra oberoende av kön. Födan utgörs av olika växtdelar. Individerna gömmer sig i trädens håligheter och mellan rötter.